# Wilsonov most v Toursu
Wilsonov most je najstarejši most čez Loaro v Toursu v departmaju Indre-et-Loire v regiji Center-Val de Loire v Franciji. Povezuje ulico rue Nationale v središču mesta z Avenue de la Tranchée na severni strani.
Prvotno je bil cestni most s širokimi pločniki. Ko je bil leta 2013 ponovno uveden tramvaj, je dobil svoj pas na mostu; avtomobilski promet je bil dovoljen samo po enem pasu od severa proti jugu. Avgusta 2020 je bil tudi ta pas zaprt za promet, sprva poskusno do naslednjega oktobra, morda pa tudi trajno.
Imenovan je bil leta 1918 po Woodrowu Wilsonu, ki je bil 28. predsednik Združenih držav od leta 1913 do 1921.

## Lokacija in dostop
Wilsonov most je most, ki prečka reko Loire v Toursu. Na severu povezuje avenijo de la Tranchée, ki poteka mimo kraja Choiseul, in ulico rue Nationale, ki poteka mimo kraja Anatole France, na jugu. Je sestavni del osi sever-jug, ki se začne na vrhu avenije de la Tranchée in konča ob vznožju mostu Alouette, prereže Tours na dvoje, prečka kraj Jean-Jaurès, avenijo de Grammont in Cher preko mostu Sanitas.
Kot sestavna os državne ceste 10 (ukinjena leta 2005) se je njen promet zmanjšal, ko je leta 2013 začel obratovati tramvaj, nato pa je poleti 2020 postal odprt samo za pešce in kolesarje.
Kamniti most je simbolična umetnina mesta Tours. To je znamenitost, ki jo cenijo prebivalci Touraine.
Južna obala je kraj življenja, turizma in srečevanja. Guinguette de Tours, predmestna kavarna, ki je ob vznožju mostu, je praznično mesto od maja do oktobra. Pristanišča ponujajo čudovit razgled na most in reko Loaro.

## Opis
Kamniti ločni most je dolg 436,6 m in širok 14,6 m. Bil je eden prvih mostov, katerega krov se ni več vzpenjal proti sredini, ampak je potekal povsem vodoravno. Ima 15 enakih ovalnih lokov / obokov z razponi 24,36 m in 14 stebrov, debelih 4,87 m. Njihovo razmerje med puščicami je 1:3. Celoten most je temeljen na pilotih, pri čemer so pod severnimi 10 odprtinami na pilotih vgrajene plošče, ki so približno trikrat večje od širine mostu, da se prepreči drgnjenje.

## Zgodovina
V srednjem veku je bil edini most v Toursu pont d'Eudes, ki so ga zgradili nekoliko višje proti toku med letoma 1034 in 1037. Ime je dobil po princu, ki ga je ukazal zgraditi. Sčasoma so ga razširili v kamniti most, ki pa je kasneje vse bolj propadal, tako da je nova gradnja postala neizbežna.
Mathieu Bayeux, znan kot Bayeux starejši (1692–1777), je leta 1758 predstavil osnutek, ki je po različnih spremembah postal osnova za razpis leta 1764 in dela, ki je sledila leta 1765. Načrti so predvidevali košaraste loke, kar je še vedno ustrezalo pravilu, da mora biti trdnost stebrov petina razpona lokov. Istega leta so se začela gradbena dela, ki jih je vodil Bayeux. Pet stebrov je bilo zgrajenih s pomočjo kesonov po vzoru malo prej zgrajenega Pont Cessarta. Ko se je leta 1774 Bayeux upokojil, je delo nadaljeval Jean-Baptiste de Voglie in ga končal leta 1778.
Most se je ves čas spopadal s težavami. Že leta 1776 se je tik preden je bil dokončan zrušil lok, ker je popustil že četrtič uporabljen in slabo popravljen oklep. Leta 1777 se je nenadoma zrušil steber, ki je delno zrušil en lok in deformiral sosednje loke.
Po močnem ledu januarja 1789 so se zrušili štirje oboki. Najprej se je bilo treba zadovoljiti s trajekti, dokler niso zgradili začasnega lesenega mostu. Obnova kamnitih obokov je trajala do leta 1810.
Leta 1835 so opazili deformacije tlaka in razpoke v enem loku. Preiskave so jih izsledile do erodiranih votlin pod stebri. To je bilo potrjeno z vertikalnim vrtanjem celotnega stebra, skozi katerega so te votline nato zalili. Meritve v letih 1840 in 1841 niso pokazale nadaljnjega ugrezanja. Zaradi varnosti so v tla med prizadete stebre vgradili široke betonske plošče. Zdelo se je, da je to rešilo vse težave in most je naslednjih sto let preživel brez večjih incidentov.
Leta 1926 je bil most registriran kot zgodovinski spomenik (Monument historique).
Med drugo svetovno vojno je francoska vojska leta 1940 razstrelila obok, da bi ustavila napredovanje Wehrmachta, ta pa je leta 1944 razstrelil tri oboke, da bi zagotovil njihov umik. Obnova je bila končana leta 1947.
Leta 1978 se je brez opozorila zrušil del stebra, ki mu je nekaj ur kasneje sledil še lok. Po premoru sta se zrušila tudi sosednja loka, naslednji dan sta se zrušila še dva, čez tri tedne pa še en lok. Kolaps je prekinil oskrbo z vodo za več kot 100.000 prebivalcev, pa tudi njihove električne in telefonske vode.
Vzrok so kasneje videli v kamnolomu gramoza in peska v Loari in posledičnem kopanju rečne struge, kar je pomenilo, da temelj iz lesenih pilotov ni bil več trajno pod vodo. Most je bil obnovljen z enakimi betonskimi loki, obloženimi z naravnim kamnom, in odprt za promet septembra 1982.